# Ron Goldman
Ronald Lyle Goldman (Buffalo Grove, 2 de julho de 1968 — Brentwood, 12 de junho de 1994) foi um garçom estadunidense e amigo de Nicole Brown Simpson; eles foram mortos em 1994 na casa de Nicole em Brentwood, Califórnia. O ex-marido de Nicole, O. J. Simpson, foi absolvido pelos assassinatos em 1995, mas acusado pelas mortes em 1997 em um processo civil.

## Primeiros anos
Goldman nasceu em 2 de julho de 1968. Ele cresceu na comunidade de Buffalo Grove, Illinois, próximo a Chicago. Seus pais se divorciaram em 1974 quando tinha seis anos e, após passar um breve tempo sob a custódia de sua mãe, Sharon (Fohrman) Rufo, ele foi criado por seu pai, Fred Goldman, e viveu com ele e sua irmã mais nova, Kim Goldman.
Goldman foi criado como judeu. Ele cursou o ensino médio na  Adlai E. Stevenson High School em Lincolnshire, Illinois. Foi estudante da Illinois State University por um semestre (onde planejava se formar em psicologia) e um compromisso com a fraternidade Sigma Nu antes de seguir sua família para o sul da Califórnia aos 18 anos.
Quando jovem, Goldman trabalhou como conselheiro de campo e se ofereceu para ajudar crianças deficientes.

## Na Califórnia
Enquanto vivendo em Los Angeles, Goldman fez algumas aulas na Pierce College. Ele aprendeu a surfar e gostava de jogar vôlei de praia, andar de patins, boates e trabalhar.
Ao chegar na Califórnia, ele vivia independentemente de sua família e se sustentava trabalhando como headhunter profissional e instrutor de tênis. Ele então teve uma série de empregos como garçom. Ele também ocasionalmente trabalhava como modelo para Barry Zeldes, dono da Z90049 (a loja ao lado da California Pizza Kitchen em Brentwood Gardens, onde ele havia trabalhado antes da Mezzaluna). Não muito antes de sua morte, ele havia obtido uma licença de técnico de emergência médica, mas decidiu não prosseguir com essa carreira.
Em vez disso, Goldman disse aos amigos que queria abrir um bar ou restaurante na área de Brentwood. Ele havia compartilhado com amigos sua visão de abrir um futuro restaurante ou bar caracterizado não por um nome, mas pelo ankh, um símbolo religioso egípcio da vida que combinava com a tatuagem em seu ombro. De acordo com seu amigo, Jeff Keller, ele queria aprender todas as facetas do negócio de restaurantes-bar e, ocasionalmente, trabalhou como promotor em um clube de dança chamado Tripps. Para o Memorial Day, ele participou com um grupo de promotores de eventos na organização de uma festa no Renaissance, um clube e restaurante no Third Street Promenade em Santa Mônica.
Goldman também expressou aspirações para atuar e estar em um show, e ele apareceu como concorrente no game show de curta duração Studs em 1992.

## Amizade com Nicole Brown
De acordo com um artigo do Los Angeles Times de 15 de junho de 1994 publicado três dias depois de sua morte, Goldman provavelmente encontrou Brown seis semanas antes de serem mortos, quando ele pegou sua Ferrari emprestada. Eles se tornaram cada vez mais próximos, acompanhando um ao outro em clubes de dança e se encontrando para um café e jantar durante o mês e meio antes de morrerem. De acordo com a polícia e amigos, sua relação era platônica. De acordo com o artigo, ele tinha emprestado o carro dela quando encontrou seu amigo, Craig Clark, para um lanche. De acordo com Clark, ele disse que era o carro dela, mas que ele não disse que ela era sua namorada. "Ele disse que eles eram amigos".

## Morte
Na noite de domingo, 12 de junho de 1994, Goldman estava trabalhando como garçom no Mezzaluna Trattoria, um restaurante localizado na 11750 San Vicente Boulevard em Brentwood. Brown ligou para lá para informar que sua mãe, Juditha Brown, havia deixado acidentalmente seus óculos de sol na mesa. Depois de uma rápida procura, eles foram descobertos na calha da rua do lado de fora do restaurante. Embora ele não tivesse servido a mesa dela, ele concordou em levá-los para casa depois do trabalho.
Antes de retornar com os óculos de sol, Goldman parou no seu apartamento, localizado na 11663 Gorham Avenue em Brentwood. Ele tinha planos de sair após o trabalho com seu amigo, Stewart Tanner, o barman do Mezzaluna, que disse: "Ele estava indo para a casa mudar de roupas e nós iriamos sair." O Los Angeles Times reportou, "Goldman foi liberado às 9:33 da noite e ficou mais 15 minutos para tomar uma garrafa de água no bar. Então ele saiu, ainda de uniforme, calça preta e camisa branca, com gravata. Ele carregava os óculos que Brown queria que fossem devolvidos a ela. "Te vejo mais tarde", ele gritou para Tanner enquanto saía".
Quando Goldman chegou à residência de Brown, na 875 South Bundy Drive, ele foi esfaqueado até a morte junto com ela, na passarela que levava ao condomínio. Ele estava a poucas semanas de seu aniversário de 26 anos. Durante uma reconstrução dos acontecimentos, a polícia chegou a acreditar que ele havia chegado durante ou logo após a morte de Nicole.[carece de fontes?]
Seu corpo, junto com o de Brown, foi encontrado pouco depois da meia-noite, quando a polícia chegou ao local do crime.
Goldman está enterrado no Pierce Brothers Valley Oaks Memorial Park em Westlake Village, Califórnia.

## Julgamentos e consequências
Simpson foi julgado pelos assassinatos de Brown e Goldman. Em outubro de 1995, após um julgamento público que durou quase nove meses, ele foi absolvido. Em um processo civil em 1997, um júri considerou-o responsável pelo homicídio culposo de Goldman e concedeu $ 19,5 milhões em danos para sua família. Simpson foi posteriormente preso por assalto a mão armada em um hotel de Las Vegas em 2008.
Os direitos do livro de Simpson, If I Did It, um conto em primeira pessoa de como ele teria cometido os assassinatos "se ele os cometesse", foram concedidos à família Goldman em agosto de 2007. Eles receberam o dinheiro do livro em 2007 como parte do prêmio de 33,5 milhões de dólares que Simpson teria de pagá-los do júri civil contra ele que vinham tentando cobrar por mais de uma década. Eles possuem os direitos autorais, direitos de mídia e direitos de filmes.
Eles também adquiriram o nome de Simpson, imagem, história de vida e direito de publicidade em conexão com o livro, de acordo com documentos do tribunal, garantindo que ele não seria capaz de lucrar com o livro. Depois de renomear o livro para If I Did It: Confessions of the Killer, a família Goldman publicou-o em setembro de 2007 pela Beaufort Books.

## Fundação
A família Goldman contribuiu com parte das receitas da venda dos livros If I Did It para a recém fundada Ron Goldman Foundation for Justice (em português:  Fundação Ron Goldman para Justiça). Ela fornece subsídios para várias organizações e programas que fornecem recursos para vítimas e sobreviventes de crimes violentos. Um dos maiores doadores para a fundação é o executivo de Las Vegas Mark Goldman, primo de Fred.